# Jegor Tjinachov
Jegor Vitalievich Tjinachov, född 1 februari 2001 i Omsk i Ryssland, är en rysk professionell ishockeyspelare som spelar för Avangard Omsk i KHL.